# Odłącznik

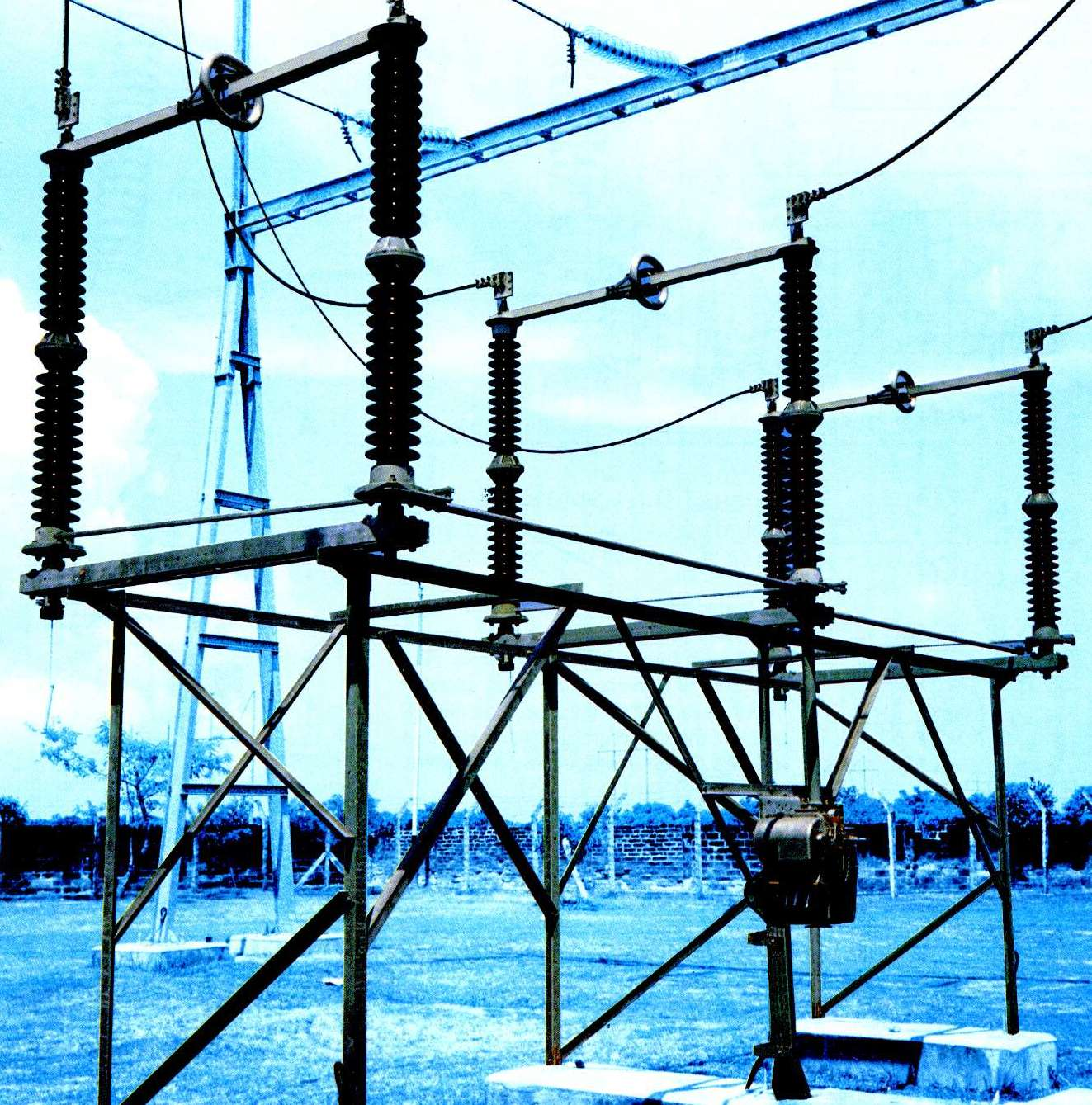
Odłącznik wysokiego napięcia

Odłącznik – odcinacz spełniający wymagania stawiane łącznikowi izolacyjnemu. Jest łącznikiem elektrycznym, który ma stworzyć w obwodzie elektrycznym bezpieczną przerwę izolacyjną. Czynności manewrowe (zamykanie/otwieranie) wykonywane są raczej sporadycznie najczęściej w stanie bezprądowym lub przy prądach o niewielkiej wartości.
Odłączniki w odróżnieniu od wyłączników nie są przeznaczone do otwierania i zamykania obwodów przy przepływie dużych prądów, lecz do łączenia obwodów w stanie bezprądowym lub przy przepływie nieznacznych prądów. Stanowią one uzupełnienie wyłączników i budowane są na takie same napięcia i prądy znamionowe jak wyłączniki. Odłącznik jest to więc łącznik przeznaczony do zamykania i otwierania obwodów elektrycznych, w których nie płynie prąd lub w których istnieją warunki do samoczynnego zgaszenia łuku. Warunki te powstają wówczas, gdy prąd jest dostatecznie mały (np. stan jałowy linii elektroenergetycznej, stan jałowy niewielkich transformatorów) lub gdy przerwa między stykami odłącznika jest zbocznikowana (zwarta) innym łącznikiem.
Najczęściej jednak odłącznikiem otwieramy i zamykamy obwód w stanie bezprądowym w celu stworzenia widocznej przerwy izolacyjnej, a więc spełnia on przede wszystkim rolę łącznika izolacyjnego.
Budowa odłącznika jest znacznie prostsza niż budowa wyłącznika. Składa się on z podstawy przystosowanej do umocowania na ścianie lub konstrukcji, z izolatorów wsporczych, ze styków nieruchomych i ruchomych oraz z wału, cięgieł napędowych i dźwigni napędowej.
Odmianą odłącznika, a jednocześnie wyłącznika tj. przyrządem o budowie pośredniej między budową wyłącznika a odłącznika, jest odłącznik mocy. Spełnia on rolę łącznika izolacyjnego, gdyż zapewnia widoczną przerwę obwodu między swymi stykami, oraz rolę łącznika roboczego, gdyż wykazuje zdolność wyłączania prądów roboczych w granicach znamionowego prądu roboczego urządzenia, a niekiedy nawet (przy wyposażeniu go w bezpieczniki wielkiej mocy) rolę łącznika zwarciowego, gdyż współpraca z bezpiecznikiem umożliwia otwarcie obwodu przy zwarciu.

## Konstrukcje odłączników
Odłączniki można niezależnie od ich prądu znamionowego i napięcia znamionowego podzielić z punktu widzenia ich konstrukcji na kilka rodzajów.
1. Pod względem rodzaju wykonania na:
  - wnętrzowe;
  - napowietrzne.
2. Pod względem liczby biegunów:
  - jednobiegunowe;
  - trójbiegunowe.
3. Pod względem sposobu zamykania i otwierania:
  - jednoprzerwowe;
  - dwuprzerwowe;
  - nożowe;
  - obrotowe;
  - przegubowe (wahadłowe);
  - suwakowe.
4. Pod względem sposobu umieszczania:
  - przeznaczone do pracy w położeniu pionowym;
  - przeznaczone do pracy w położeniu poziomym.
5. Pod względem wyposażenia:
  - odłączniki z nożami uziemiającymi;
  - odłączniki bez noży uziemiających.

Oprócz odmian głównych jest jeszcze pewna liczba odmian rzadziej spotykanych, zwłaszcza wśród odmian różniących się sposobem zamykania i otwierania styków. Wśród nich występują:
- odłączniki kątowe
- odłączniki jednokolumnowe (na najwyższe napięcia)
- odłączniki teleskopowe

Ponadto przy wyposażeniu odłączników w bezpieczniki nabudowane otrzymuje się odłącznik bezpiecznikowy, a do przełączania obwodów buduje się odłączniki przełącznikowe. Istnieją jeszcze inne odmiany odłączników stosowanych w specjalnych przypadkach.
Odłączniki wnętrzowe stosowane są na napięcia do 30 kV, w rozdzielniach budowanych w pomieszczeniach zamkniętych zabezpieczonych od wszelkich wpływów atmosferycznych. Odłączniki napowietrzne wchodzą w skład rozdzielni napowietrznych na wszystkie poziomy napięcia. Pod gołym niebem narażone są na bezpośrednie wpływy atmosferyczne, pył i wyziewy chemiczne, lecz zapewniają większe bezpieczeństwo pożarowe i nie wymagają budowy kosztownych budynków.